# La historia de Pingru y Meitang
La historia de Pingru y Meitang (en chino: 平如美棠：我倆的故事; pinyin: Píngrú Měitáng: Wǒ liǎ de gùshì) es una memoria escrita por Rao Pingru y publicada originalmente en chino por Guangxi Normal University Press. Las traducciones en español e inglés fueron publicadas por Salamandra y Pantheon en 2018. El libro consta de 18 volúmenes de texto y dibujos en colores, con aproximadamente la mitad del libro usando cada tipo, en 350 páginas. La mayoría de los dibujos muestran ángulos amplios, mientras que algunos son primeros planos. El texto incluye cartas escritas por Mao Meitang, la esposa de Rao Pingru. Porter Shreve de San Francisco Chronicle los describe como «tesoros cotidianos» que «sirven de coda al libro».

## Contenido
Las memorias inician durante la infancia de Rao Pingru en la década de 1930, cuando vivía en Nancheng. Fue soldado del Kuomintang en la segunda guerra sino-japonesa y la guerra civil china diez años después; y encabezó un pelotón mientras estaba al servicio del KMT. Luchó contra las fuerzas japonesas, pero nunca se encontró con los comunistas. En la primavera de 1946, decide casarse con Meitang, a quien conocía desde la infancia. Se casó con ella en 1948 y celebró su boda en el Jiangxi Grand Hotel. Sin embargo, debido a que se había incorporado al Ejército Nacional Revolucionario, se vio obligado a dejar a su familia durante más de 20 años.
Cuando regresó, él y su familia se mudaron a Shanghái. Sin embargo, Meitang tenía diabetes y falleció en 2008, lo que llevó a Pingru a comenzar a realizar trabajos creativos para celebrar su unión. El contenido de las memorias termina en la década de 2000. Hasta 2018, Pingru seguía viviendo en Shanghái.

## Recepción
Publishers Weekly declaró que el libro es una «memoria exquisita y visualmente deslumbrante».